# Juliusburg
Juliusburg là một đô thị thuộc huyện Lauenburg, trong bang Schleswig-Holstein, nước Đức. Đô thị Juliusburg có diện tích 6,04 km², dân số thời điểm 31 tháng 12 năm 2006 là 188 người.